# Liste der Bodendenkmale in Vierden
In der Liste der Bodendenkmale in Vierden sind alle Bodendenkmale der niedersächsischen Gemeinde Vierden aufgeführt. Die Quelle ist der Denkmalatlas Niedersachsen. 
Der Stand der Liste ist der 7. Dezember 2024.
Allgemein

Vierden im Landkreis Rotenburg (Wümme)

In den Spalten finden sich folgende Informationen des Bodendenkmales:
Lagegeographische Koordinaten
BezeichnungBezeichnung lt. Denkmalatlas
BeschreibungBeschreibung lt. Denkmalatlas
IDObjekt-ID
BildBild, ggf. zusätzlich mit Link zu weiteren Fotos im Medienarchiv Wikimedia Commons.

## Ippensen
| Lage                        | Bezeichnung            | Beschreibung | ID       | Bild |
| --------------------------- | ---------------------- | --- | -------- | ---- |
| 53° 20′ 32″ N, 9° 26′ 51″ O | Ippensen 17, Grabhügel | Ehemaliger Durchmesser ca. 12 m und Höhe ca. 0,5 m. Nur noch ein Viertel vorhanden, von einem Graben durchschnitten, Süd-Rand bei Straßenbau abgetragen. | 28924694 | BW   |
| 53° 20′ 32″ N, 9° 26′ 51″ O | Ippensen 18, Grabhügel | Durchmesser ca. 13 m und Höhe ca. 0,5 m. Unscheinbar; Rand auslaufend, im Süden bei Straßenbau abgetragen.                                               | 28924823 | BW   |

### Ippensen 2
- ID:28924807
- Reihe von vier, ursprünglich eventuell bis zu acht Grabhügeln. Die vier erhaltenen Hügel sind zum Teil stark gestört.

| Lage                        | Bezeichnung | Beschreibung | ID       | Bild |
| --------------------------- | ----------- | --- | -------- | ---- |
| 53° 20′ 22″ N, 9° 27′ 0″ O  | Ippensen 2  | Rest eines stark abgetragenen Grabhügels, der 1939 noch 18 m Durchmesser und 0,9 m Höhe hatte. Teil einer rundlichen Steineinfassung mit 8 m Durchmesser ist noch vorhanden. Mitte bis zu 0,6 m eingetieft. Im Hügelbereich zahlreiche Steine und im Nordosten ein Lesesteinhaufen.              | 28924808 | BW   |
| 53° 20′ 22″ N, 9° 26′ 58″ O | Ippensen 3  | Durchmesser ca. 13 m und Höhe ca. 0,6 m. Rundlich. Alte Eingrabungen; südlicher Rand von Ackerfläche angeschnitten. | 28924809 | BW   |
| 53° 20′ 22″ N, 9° 26′ 58″ O | Ippensen 4  | Durchmesser ca. 12 m und Höhe ca. 0,6 m. Rundlich. Im südlichen Bereich alt abgegraben; Oberfläche durch alte Eingrabungen und Tierbaue stark zerklüftet. | 28924698 | BW   |
| 53° 20′ 22″ N, 9° 26′ 56″ O | Ippensen 5  | Rest eines 1939 noch rundlichen Grabhügels mit etwa 17 m Durchmesser und 1,1 m Höhe. 1999 weitgehend abgetragen und nur eine halbkreisförmige, in der Mitte sandige Verfärbung von 14 n Durchmesser vorhanden, von der 2019 durch andersartigen Bewuchs die Kuppe mit 7 × 5 Meter erkennbar ist. | 28924699 | BW   |

## Vierden
| Lage                        | Bezeichnung      | Beschreibung | ID       | Bild |
| --------------------------- | ---------------- | --- | -------- | ---- |
| 53° 19′ 40″ N, 9° 30′ 24″ O | Vierden 35, Burg | Burgplatz am Südostrand des Ortes in einer leichten Niederung. Der Graben sowie der Anstieg zur Burgfläche sind noch gut erhalten. Das leicht erhöhte, fast quadratische Burgareal besitzt eine Seitenlänge von etwa 50 m. Der umgebende Graben weist im Norden und Osten noch eine Breite von 7 – 11 m und eine größte Tiefe von 1 m auf. Im Süd- und besonders im Ostteil fehlt dem Graben die äußere Böschung. Der Anstieg zur Burgfläche beträgt hier zum Teil gut 2 m. Um 1500 wurde ein wohl damals schon befestigter Hof mit einem Bergfried versehen, der 1508 zerstört wurde. Die Gebäude des weiter existierenden Hofes sind im letzten Viertel des 16. Jh. entweder ausgebaut oder neu errichtet worden, die Quellen sind sich darin nicht einig. Zu Beginn der 2. Hälfte des 18. Jh. sind die Gebäude erneuert worden. Das Gut war nachweislich seit um 1500 bis 1880 im Besitz der Familie von Schulte. | 28924702 | BW   |

### Vierden 8
- ID:28924695
- Grabhügelfeld mit ehemals acht Grabhügeln, von denen Drei erhalten sind; Dm. 14,5 – 25 m, H. 0,6 – 1 m.

| Lage                      | Bezeichnung | Beschreibung | ID       | Bild |
| ------------------------- | ----------- | --- | -------- | ---- |
| 53° 19′ 4″ N, 9° 30′ 4″ O | Vierden 8   | Durchmesser ca. 25 m und Höhe ca. 0,8 m. Weit, abgeflacht; Rand schwach abgesetzt. Von Ost nach West drei tiefe Gräben von früheren Aufforstungen; im Südsüdost-Teil flache alte Eingrabungen; West-Rand von Forstweg angeschnitten. | 28924696 | BW   |
| 53° 19′ 0″ N, 9° 30′ 6″ O | Vierden 10  | Durchmesser ca. 21 m und Höhe ca. 1,3 m. Hoch gewölbt, Rand abgesetzt. Rundherum beim Tiefumbruch angepflügt; on Südost nach Nordwest zwei tiefe Gräben, ein weiterer flacher entlang des Süd–Randes.                                | 28924688 | BW   |
| 53° 19′ 3″ N, 9° 30′ 9″ O | Vierden 11  | Durchmesser ca. 21 m und Höhe ca. 1,3 m. Hoch gewölbt, Rand abgesetzt. Rundherum beim Tiefumbruch angepflügt; on Südost nach Nordwest zwei tiefe Gräben, ein weiterer flacher entlang des Süd–Randes.                                | 28924689 | BW   |